# Ed Dâmoûr
Ed Dâmoûr (arabiska: الدامور) är en ort i Libanon.   Den ligger i guvernementet Libanonberget, i den västra delen av landet, 18 kilometer söder om huvudstaden Beirut. Ed Dâmoûr ligger 80 meter över havet och antalet invånare är 26 956.
Terrängen runt Ed Dâmoûr är huvudsakligen kuperad, men åt sydväst är den platt. Havet är nära Ed Dâmoûr åt nordväst.Runt Ed Dâmoûr är det tätbefolkat, med 319 invånare per kvadratkilometer.. Närmaste större samhälle är Beirut, 18,0 kilometer norr om Ed Dâmoûr. 